# Даймлер, Пауль
Па́уль Да́ймлер (нем. Paul Daimler; 13 сентября 1869, Карлсруэ, Германия — 15 декабря 1945, Берлин, Германия) — немецкий инженер-механик, изобретатель, проектировщик автомобилей и двигателей, старший сын знаменитого конструктора и изобретателя Готтлиба Даймлера. Технический директор немецкого производителя двигателей и автомобилей Daimler-Motoren-Gesellschaft с 1907 по 1922 года.

## Биография

### Ранние годы
Пауль Даймлер родился 13 сентября 1869 года в городе Карлсруэ, Германия, в семье инженера и изобретателя Готлиба Даймлера. Высшее образование получал в Штутгартском университете, после чего стал активно помогать отцу. Так, например, в ноябре 1885 года он путешествовал со своим отцом от Каннштатта до Унтертюркхайма на первом в мире прототипе мотоцикла с двигателем внутреннего сгорания — «Daimler Reitwagen».

### Карьера
С 1897 года Пауль занимал должность инженера-конструктора в компании отца. После смерти Готлиба Даймлера (1900 год) дело по производству автомобилей в рамках компании Daimler-Motoren-Gesellschaft продолжили его друг Вильгельм Майбах и сын. В 1901 году Пауль представил собственный автомобиль — «Paul-Daimler-Wagen», который производился до 1902 года. Благодаря приобретённому опыту в 1902 году Пауль Даймлер был направлен в австрийский филиал Austro-Daimler в городе Винер-Нойштадт, где стал техническим директором. Предприятие занялось производством автомобилей. В 1905 году Пауль создал собственный вариант бронированного автомобиля с приводом на четыре колеса. В это же время он вернулся в Штутгарт, где получил должность главного конструктора и члена правления DMG. С 1907 по 1922 года Пауль выполнял функции технического директора заводов Daimler-Motoren-Gesellschaft в Унтертюркхайме, Зиндельфингене (с 1915 года) и Берлин-Мариенфельде. С 1915 года Пауль заинтересовался применением турбокомпрессоров.
1 июля 1923 года Пауль Даймлер покинул компанию отца и присоединился к фирме Horch, входившей в то время в концерн Argus Motoren Gesellschaft, вступив на должность конструктора в отделе авиационных двигателей, оставаясь на этом месте вплоть до 1928 года. На новом месте он в 1926 году сконструировал 8-цилиндровый 3,2-литровый силовой агрегат мощностью 60 лошадиных сил. Двигатель не просто соответствовал высоким стандартам марки, но и установил новую планку плавного хода и бесшумной работы. Благодаря этой технологии и другим работам Пауля Даймлера компания Horch стала одним из ведущих производителей автомобилей в Германии. В 1928 году Пауль покинул автомобильную промышленность по состоянию здоровья, однако продолжал работать в качестве инженера-консультанта.

### Смерть
Пауль Даймлер скончался 15 декабря 1945 года в Берлине, Германия, в возрасте 76 лет. Инженер был женат на Хелен Даймлер (нем. Helene Daimler), в девичестве Хелен Яков (нем. Helene Jakob). Имел троих детей: Пауль Готтлиб, Герхард и Хелен.

## Публикации
- Paul Daimler. The Development Of The Petroleum Automobile // Engineering Magazine. — 1901. — Т. XXII, № 3 (декабрь). — С. 350.